# 1-Fluorbutan
1-Fluorbutan ist eine chemische Verbindung aus der Gruppe der aliphatischen, gesättigten Halogenkohlenwasserstoffe.

## Gewinnung und Darstellung
1-Fluorbutan kann durch Reaktion von 1-Brombutan mit Quecksilber(II)-fluorid oder durch Reaktion von 1-Butanol mit (2-Chlor-1,1,2-trifluorethyl)diethylamin gewonnen werden. Die Verbindung kann auch durch Reaktion von 1-Brombutan mit Kaliumfluorid in Ethylenglycol gewonnen werden.

## Eigenschaften
1-Fluorbutan ist eine Flüssigkeit mit niedrigem Siedepunkt, die sehr gut löslich in Ethanol ist. Das Molekül zeigt eine positive Ladung am C2-Atom, die durch Quanteneffekte zustande kommt.

## Verwendung
1-Fluorbutan kann zum Ätzen von Halbleitern verwendet werden.